# Marcy Rylan
 Marcy Rylan, née Marcy Faith Behrens le 4 novembre 1980 à Providence, Caroline du Nord, est une actrice américaine. Elle a légalement changé de nom en 2009 pour Emme Rylan.

## Biographie
Marcy Rylan joue dans le soap américain Les Feux de l'amour. Elle y interprète le rôle d'Abby Newman de 2010 à 2013. 
Elle a aussi joué le rôle de Winnie Harper dans le film American Girls 3, avec Hayden Panettiere. 
Elle est en couple avec Don Money[réf. nécessaire] et a étudié à Tyrone Area High School à Tyrone en Pennsylvanie en 1999. Elle a trois enfants : Jackson Robert Money né le 2 octobre 2009, Levi Thomas Money né le 3 novembre 2011 et Dakota Rose Money née le 26 juin 2017. 
Elle devient le 15 avril 2013 la nouvelle interprète de Lulu Spencer Falconeri dans le feuilleton General Hospital.

## Filmographie

### Cinéma
- 2006 : Armageddon for Andy : Bethany Hopkins
- 2006 : American Girls 3 : Winnie
- 2011 : Impulse Black : Skyler Frost
- 2011 : History (Court-métrage) : Starlene

### Télévision
- 2005 : Drake et Josh (série télévisée) : Allie
- 2006-2009 : Haine et Passion (The Guiding Light) (série télévisée) : Lizzie Spaulding
- 2010-2013 : Les Feux de l'amour (The Young and the Restless) (série télévisée) : Abby Newman
- 2011 : $#! My Dad Says (série télévisée) : Rebecca
- 2013 : Les Experts: Las Vegas (CSI: Las Vegas) (série télévisée) : Amy Phillips
- 2013- (en cours) : Hôpital central (General Hospital) (série télévisée) : Lulu Spencer Falconeri